# Androstanol
Androstanol ist eine Verbindung aus der Stoffklasse der steroidalen Sexualhormone des Mannes, den Androgenen.

## Gewinnung und Darstellung
Androstanol wurde zunächst aus Eberhoden gewonnen. Nach folgender Vorschrift lässt es sich synthetisch darstellen:
Androstan-17β-ol-3-on (I) wird mit Chrom(VI)-oxid oxidiert zum Androstan-3,17-dion (II), das wiederum mit Natriumborhydrid zum Androstan-3-ol-17β-on (III) reduziert wird, das in einer Wolff-Kishner-Reduktion mit alkalischer Hydrazinlösung umgesetzt wird zum Androstan-3-ol (IV).
Man erhält bei der Synthese ein Racemat aus Androstan-3α-ol und Androstan-3β-ol.

## Biologische Bedeutung
Androstanol ist ein Pheromon der Säugetiere. Als Antagonist des konstitutiven Androstanrezeptors (constitutive androstane receptor, CAR) ist Androstanol von Bedeutung im Metabolismus von körperfremden Stoffen, sogenannten Xenobiotika, aber auch von endogenen Substanzen.